# Gala Berger
Gala Berger (Villa Gesell, 1983) es una artista visual y curadora independiente que vive y trabaja entre Lima, Perú y Buenos Aires, Argentina.
Su trabajo está arraigado en América Latina, y para el desarrollo de sus proyectos Berger construye espacios independientes, es así como es cofundadora de  Casa MA [2018 - 2022] una comunidad enfocada en la difusión de prácticas creativas generadas por identidades diversas en el territorio de Costa Rica, Centroamérica y su diáspora. En el 2021, el proyecto recibió el apoyo de Foundation for Arts Initiatives para la realización del programa  Relatos Extemporáneos, una serie de entrevistas orales a  mujerxs artistas de la historia reciente de Centroamérica.  Debido al escaso material impreso que sobrevive en la región, se utilizaron las voces como herramientas y archivos, como memorias que resisten al fuego, la inundación, al poco espacio y hasta la invasión de plagas. Estas historias orales feministas tienen como objetivo recuperar las conversaciones como otra forma de construir infraestructura y crear historia del arte, reivindicando la memoria oral como una práctica que se fundamenta política y éticamente. 
Es cofundadora de La Ene (Museo de Arte Contemporáneo de Nueva Energía), un museo experimental con cuya sede física funcionó en Buenos Aires entre 2010-2018 para luego convertirse en un proyecto itinerante. Es cofundadora de la Feria de Arte Impreso de Paraguay, una feria que nace con el objetivo de crear plataformas alternativas de intercambio y circulación de publicaciones independientes.
Entre 2012 y 2014, también cofundó y dirigió en Buenos Aires dos espacios de exhibición: Inmigrante y Urgente [Urgente]. En el 2018 fue acreedora de una beca CIFO (Cisneros Fontanals Art Foundation) con el proyecto Alianzas de la resistencia, un juego de mesa escala real, para explorar la historia social del feminismo en América Latina.

## Biografía
Sus intereses la han llevado a participar de diversos programas, ha sido a becaria de la RAW Acadèmie CURA #6 con la mentoría de Koyo Kouoh (Dakar, 2019), becaria del Curatorial Workshop for Art Professionals organizado por Para Site (Hong Kong, 2020). Otros proyectos incluyen la dirección del Simposio: Orientaciones feministas para un mundo confuso en el MADC (Museo de Arte Contemporáneo y Diseño de Costa Rica.
En el 2017 realizó una residencia en Galería Península, Porto Alegre, Brasil donde curó la exhibición Á sombra da cruz, exhibición que reunía obras de artistas contemporáneos de la región, en torno a parodias analíticas de imágenes religiosas.
Cofundadora de Museo La Ene (Nuevo Museo Energía de Arte Contemporáneo) fundado en agosto del 2010 en Buenos Aires, Argentina, junto con la curadora puertorriqueña Marina Reyes Franco. La Ene es un museo experimental que nace del vacío institucional de la ciudad de Buenos Aires. En este sentido, la colección de arte del Museo La Ene fue creada con el objetivo de plantear preguntas urgentes sobre cómo se adquiere, preserva y distribuye el patrimonio cultural y de cómo estas colecciones pueden construir una esfera pública crítica.
Entre el 2009-2012 fue la curadora del Proyecto Munguau, una plataforma de intercambio entre Corea del Sur y Argentina.